# Literaturjahr 1490
Liste der Literaturjahre

Literaturjahr 1490 | 1491 | 1492 | 1493 | 1494 | ► | ►►

Weitere Ereignisse

## Ereignisse

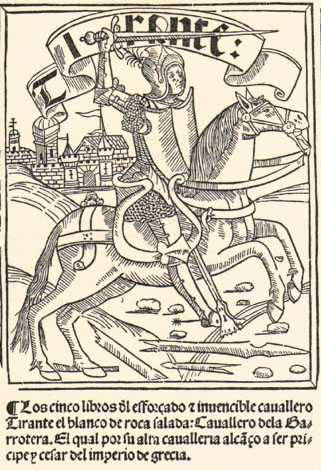
Titelseite der katalanischen Erstausgabe von Tirant lo Blanc, 1490

### Prosa
Der höfische Ritterroman Tirant lo Blanc, hauptsächlich geschrieben von Joanot Martorell und beendet von Martí Joan de Galba, wird in altkatalanischer Sprache in Valencia veröffentlicht. Aufgrund seines scharfen Realismus gilt er als Grundstein für den modernen Roman und wird später unter anderem von Miguel de Cervantes als „bestes je geschriebenes Buch“ bezeichnet.

### Gesellschaft
Am 12. Februar wird die 16-jährige Isabella d’Este, Tochter von Ercole I. d’Este, des Herzogs von Ferrara, und Enkelin von König Ferdinand I. von Neapel, mit Gianfrancesco II. Gonzaga, dem Markgrafen von Mantua verheiratet. Da sich ihr Mann zu dieser Zeit als Militärkommandeur in den Diensten der Republik Venedig befindet, nimmt sie die Regierungsgeschäfte in ihre Hand. Unter ihrer Schirmherrschaft entwickelt sich der Hof zu Mantua in den folgenden Jahren zu einem der kulturellen Zentren Europas.

### Wissenschaft

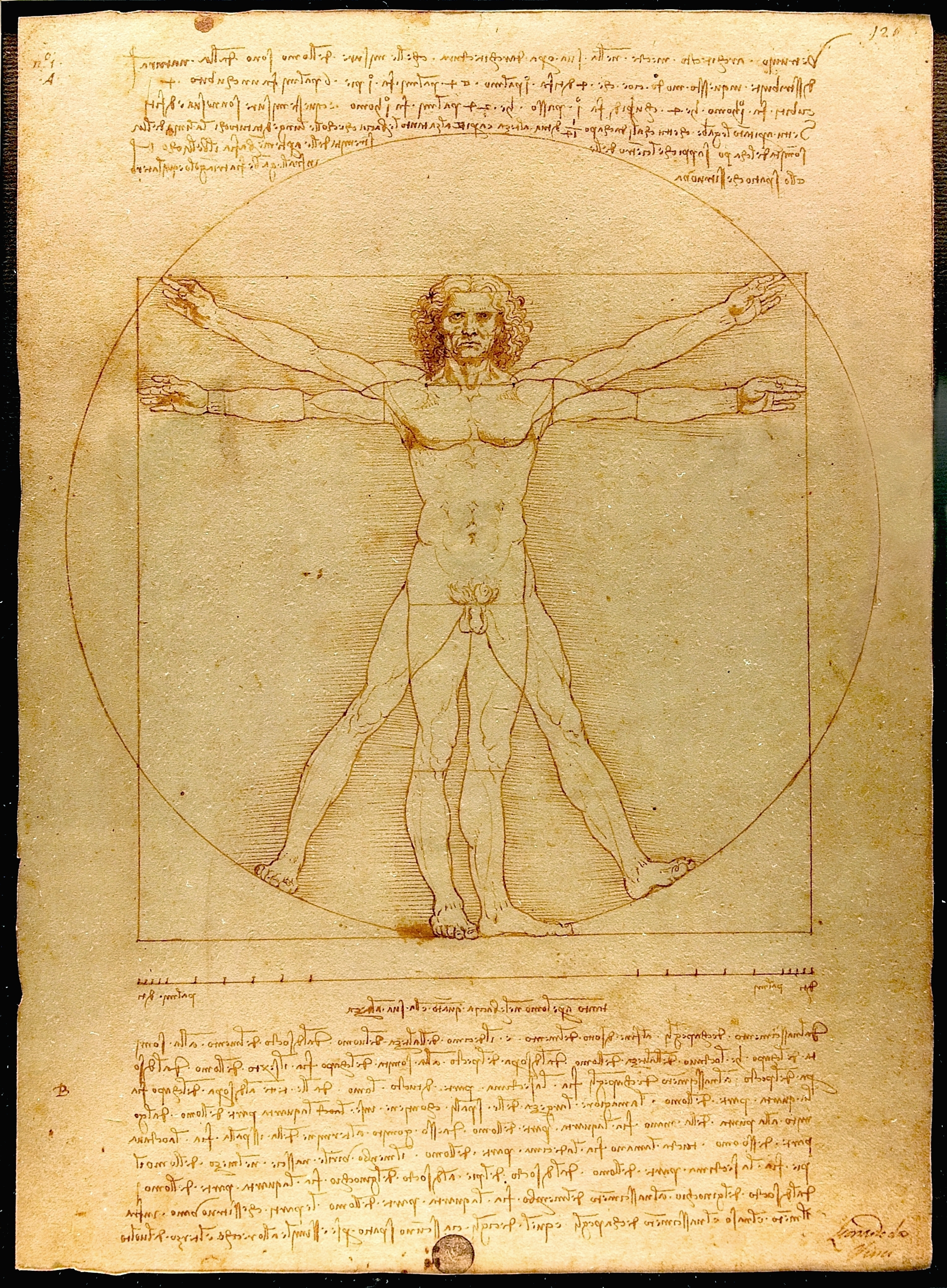
Vitruvianischer Mensch, da Vinci, um 1490

Leonardo da Vinci fertigt um 1490 auf Basis eines Textes des antiken Architekten und Ingenieur Vitruvius in einem seiner Tagebücher die Skizze Vitruvianischer Mensch.

## Geboren

### Genaues Geburtsdatum unbekannt
- Rudolf Agricola, deutscher Drucker und Autor († 1521)
- Jean Salmon Macrin, neulateinischer Dichter französischer Herkunft († 1557)

### Geboren um 1490
- Juan Boscán Almogávar, spanischer Dichter († 1542)
- Matthäus Aurogallus, deutscher Historiker, Sprachwissenschaftler und Hebraist († 1543)
- Francesco Torniello, italienischer Typograf, Schriftsteller und Franziskaner († 1589)

## Gestorben
- Martí Joan de Galba, katalanischer Aristokrat und Schriftsteller
- Arend De Keysere, flandrischer Drucker von Inkunabeln (* um 1450)

- um 1490: Laonikos Chalkokondyles, byzantinischer Geschichtsschreiber (* um 1430)